# Santiago Cruces Zentella
Santiago Cruces Zentella (n. 25 de noviembre de 1822, Cunduacán, Tabasco, México - 24 de marzo de 1888, Cunduacán, Tabasco, México) Fue un político mexicano que nació en Cunduacán, en el estado mexicano de Tabasco, obtuvo su título de abogado en la Ciudad de México 30 de julio de 1845 y llegó a ocupar el cargo de Gobernador Constitucional del estado de Tabasco.

## Gobernador de Tabasco
Santiago Cruces participó y resultó ganador en las elecciones locales para gobernador del estado, que se realizaron en el año de 1875, tomando posesión del cargo el 1 de enero de 1876. Sin embargo, pese a haber sido electo Gobernador Cosntitucional de Tabasco para el período  1876-1879, solo pudo gobernar cinco meses, debido a los alzamientos militares que desembocaron en una nueva guerra civil en el estado.
En el mes de marzo de 1876, se alzaron en armas los "porfiristas radicales" Ramón Ricoy en Cárdenas y Faustino Sastré en Teapa, quienes secundaron el Plan de Tuxtepec lanzado por el general en jefe del ejército regenerador Porfirio Díaz. Ambos unieron sus fuerzas y sitiaron la capital del estado San Juan Bautista, desatando una guerra civil. Las fuerzas del gobierno, no pudieron resistir, y los radicales tomaron la capital del estado, por lo que el gobernador Santiago Cruces dejó el cargo en manos del Vicegobernador Pedro Carrillo, quien tuvo que abandonar la capital del estado saliendo rumbo al puerto de Frontera para intentar gobernar desde allá.

## Fallecimiento
Después de dejar la gubernatura, Santiago Cruces se retiró a la vida privada, falleciendo en su natal Cunduacán el 24 de marzo de 1888.